# Paul Robert (homme politique, 1912-2013)
Pour les articles homonymes, voir Paul Robert et Robert.
Paul Robert, né le 3 mars 1912 à Cros-de-Montvert et mort le 13 septembre 2013 à Aurillac à l'âge de 101 ans, est un homme politique français.

## Détail des fonctions et des mandats
Mandat parlementaire
- 28 septembre 1980 - 1er octobre 1989 : Sénateur du Cantal. Membre du Groupe du Rassemblement Démocratique et Européen.

autres mandats
- Maire de Cros-de-Montvert de 1955 à 1989
- Conseiller général du canton de Laroquebrou (Cantal) de 1969 à 1982